# Timișoara
Timișoara (en hongarès: Temesvár, en alemany: Temeswar, en serbi: Temišvar, en turc: Tamışvar) és una ciutat en la regió occidental de Romania. Amb una població de 319.279 persones el 2011, és la capital de la província de Timiş. Totes les variants del nom deriven del riu Timiş, conegut en l'antiguitat romana com a Tibisis o Tibiscus.
Timișoara és una ciutat multicultural amb influents minories, principalment alemanys, magiars i serbis, així com italians, palestins i grecs. Va ser el lloc de naixement de Johnny Weissmuller (un nedador olímpic, més conegut pels seus papers com a Tarzan en el cinema). Gustave Eiffel, l'enginyer que va crear la torre Eiffel a París, va construir el pont per als vianants de Timișoara sobre el Bega. Es tracta d'una ciutat industrial amb amplis serveis.

## Història

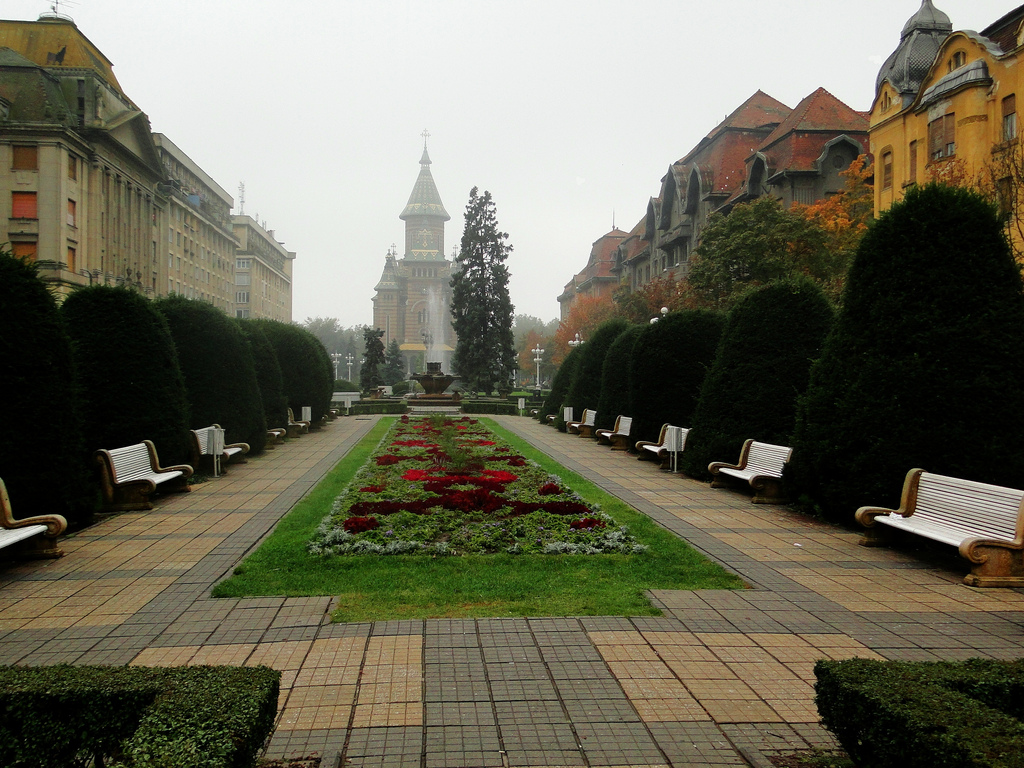
Plaça de la Victòria

La primera referència de Timişoara en un document escrit (com a Dibiscos, Bisiskos, Tibiskos, Tibiskon, Timbisko, etc.) apareix l'any 1019, en un text de l'emperador Basili II, si bé no tots els historiadors estan d'acord amb aquesta identificació. El Regne d'Hongria la va annexar l'any 1010. Amb seguretat, apareix en una carta del 1177 i va adquirir importància com a seu d'un comte. La cort reial s'hi va estar del 1315 al 1323. Com que era prop de la frontera otomana va esdevenir una posició estratègica. El 1480, s'hi va nomenar un tinent general encarregat de la defensa de les fronteres orientals. El 1551, els otomans van atacar la fortalesa, que va resistir. El 1542, les fonts otomanes esmenten un sandjak de Temesvar que no es va arribar a crear. El juliol del 1552, el visir Ahmed Pasha la va conquerir i llavors es va crear un begleberlik i una liwa; la capital fou Lippa (Lipova) entre 1555 i 1557/1558 i després Jeno (Yanova, Ineu en romanès) de 1658 a 1693, i Tamesvar la resta del temps. El 1568 la província fou dividida en sis sandjaks, que eren 5 vers 1632 i 8 el 1658. Alguns timariotes d'altres províncies depenien de Tamesvar al segle xvi. El nombre de kadas eren 12 el 1664, i 10 el 1699. El 1716, durant la Guerra austroturca va ser ocupada pels Habsburg sota el príncep Eugeni de Savoia.
La ciutat va ser la primera de l'Imperi Austrohongarès a gaudir d'enllumenat públic mitjançant candeles i llums de greix i oli, i la primera a tenir una estació d'ambulàncies al llavors Regne d'Hongria. La primera fàbrica tabaquera de l'actual Romania es va establir a Timişoara. La ciutat va integrar-se al Regne de Romania l'any 1919.
Al desembre de 1989, va començar a Timişoara un aixecament popular contra el règim comunista de Nicolae Ceauşescu. Els ciutadans donaven suport al pastor László Tőkés contra els intents de la Securitate (policia secreta) de deportar-lo. Aquest succés va ser el començament de la Revolució romanesa de 1989, que va enderrocar el govern comunista una setmana després.

## Educació
La ciutat té cinc universitats, que són: 
- La Universitat Dimitrie Cantemir
- La Universitat "Politehnica"
- La Universitat de l'Oest (Universitatea de Vest)
- La Universitat Victor Babes de Medicina i Farmàcia
- La Universitat de Ciències Agrícoles del Banat